# Lijst van voetbalinterlands Indonesië - Thailand
Deze lijst van voetbalinterlands is een overzicht van alle officiële voetbalwedstrijden tussen de nationale teams van Indonesië en Thailand. De landen speelden tot op heden 72 keer tegen elkaar. De eerste ontmoeting, een vriendschappelijke wedstrijd, werd gespeeld in Shah Alam (Maleisië) op 31 augustus 1957. De laatste confrontatie, een groepswedstrijd tijdens de Zuidoost-Azië Cup 2022, vond plaats op 29 december 2022 in Jakarta.

## Wedstrijden
| №  | Plaats          | Datum             | Competitie                      | Wedstrijd            | Uitslag |
| -- | --------------- | ----------------- | ------------------------------- | -------------------- | ------- |
| 1  | Shah Alam       | 31 augustus 1957  | Vriendschappelijk               | Thailand − Indonesië | 0 − 4   |
| 2  | Kuala Lumpur    | 9 augustus 1961   | Vriendschappelijk               | Thailand − Indonesië | 1 − 2   |
| 3  | Kuala Lumpur    | 2 november 1969   | Vriendschappelijk               | Thailand − Indonesië | 0 − 4   |
| 4  | Kuala Lumpur    | 8 augustus 1970   | Vriendschappelijk               | Thailand − Indonesië | 3 − 6   |
| 5  | Bangkok         | 18 november 1970  | Vriendschappelijk               | Thailand − Indonesië | 2 − 1   |
| 6  | Bangkok         | 26 mei 1971       | Azië Cup 1972 kwalificatie      | Thailand − Indonesië | 0 − 1   |
| 7  | Kuala Lumpur    | 2 augustus 1972   | Vriendschappelijk               | Thailand − Indonesië | 2 − 3   |
| 8  | Bangkok         | 24 november 1972  | Vriendschappelijk               | Thailand − Indonesië | 3 − 0   |
| 9  | Seoel           | 1 mei 1974        | Vriendschappelijk               | Indonesië − Thailand | 0 − 0   |
| 10 | Kuala Lumpur    | 28 juli 1974      | Vriendschappelijk               | Thailand − Indonesië | 2 − 1   |
| 11 | Saigon          | 7 november 1974   | Vriendschappelijk               | Indonesië − Thailand | 1 − 1   |
| 12 | Bangkok         | 15 maart 1975     | Azië Cup 1976 kwalificatie      | Thailand − Indonesië | 3 − 1   |
| 13 | Jakarta         | 12 juni 1975      | Vriendschappelijk               | Indonesië − Thailand | 5 − 0   |
| 14 | Kuala Lumpur    | 4 augustus 1975   | Vriendschappelijk               | Thailand − Indonesië | 1 − 2   |
| 15 | Bangkok         | 20 december 1975  | Vriendschappelijk               | Thailand − Indonesië | 3 − 2   |
| 16 | Kuala Lumpur    | 7 augustus 1976   | Vriendschappelijk               | Thailand − Indonesië | 1 − 0   |
| 17 | Singapore       | 7 maart 1977      | WK 1978 kwalificatie            | Thailand − Indonesië | 3 − 2   |
| 18 | Kuala Lumpur    | 25 juli 1977      | Vriendschappelijk               | Thailand − Indonesië | 1 − 0   |
| 19 | Bangkok         | 3 november 1977   | Vriendschappelijk               | Thailand − Indonesië | 0 − 0   |
| 20 | Shah Alam       | 25 november 1977  | Zuidoost-Aziatische Spelen 1977 | Thailand − Indonesië | 1 − 1   |
| 21 | Jakarta         | 15 juni 1978      | Vriendschappelijk               | Indonesië − Thailand | 1 − 0   |
| 22 | Kuala Lumpur    | 15 juli 1978      | Vriendschappelijk               | Thailand − Indonesië | 3 − 0   |
| 23 | Seoel           | 10 september 1978 | Vriendschappelijk               | Thailand − Indonesië | 2 − 0   |
| 24 | Bangkok         | 9 januari 1979    | Azië Cup 1980 kwalificatie      | Thailand − Indonesië | 3 − 1   |
| 25 | Kuala Lumpur    | 3 juli 1979       | Vriendschappelijk               | Thailand − Indonesië | 1 − 2   |
| 26 | Seoel           | 1 september 1979  | Vriendschappelijk               | Thailand − Indonesië | 2 − 1   |
| 27 | Jakarta         | 23 september 1979 | Zuidoost-Aziatische Spelen 1979 | Indonesië − Thailand | 1 − 3   |
| 28 | Jakarta         | 25 september 1979 | Zuidoost-Aziatische Spelen 1979 | Indonesië − Thailand | 2 − 2   |
| 29 | Jakarta         | 29 september 1979 | Zuidoost-Aziatische Spelen 1979 | Indonesië − Thailand | 0 − 0   |
| 30 | Seoel           | 23 augustus 1980  | Vriendschappelijk               | Indonesië − Thailand | 2 − 1   |
| 31 | Kuala Lumpur    | 18 oktober 1980   | Vriendschappelijk               | Thailand − Indonesië | 1 − 1   |
| 32 | Bangkok         | 19 november 1980  | Vriendschappelijk               | Thailand − Indonesië | 6 − 0   |
| 33 | Seoel           | 20 juni 1981      | Vriendschappelijk               | Thailand − Indonesië | 3 − 1   |
| 34 | Bangkok         | 13 november 1981  | Vriendschappelijk               | Thailand − Indonesië | 2 − 0   |
| 35 | Manilla         | 13 december 1981  | Zuidoost-Aziatische Spelen 1981 | Thailand − Indonesië | 2 − 0   |
| 36 | Bangkok         | 5 mei 1982        | Vriendschappelijk               | Thailand − Indonesië | 2 − 0   |
| 37 | Bangkok         | 11 mei 1982       | Vriendschappelijk               | Thailand − Indonesië | 2 − 0   |
| 38 | Singapore       | 9 oktober 1982    | Vriendschappelijk               | Thailand − Indonesië | 0 − 0   |
| 39 | Singapore       | 29 mei 1983       | Zuidoost-Aziatische Spelen 1983 | Thailand − Indonesië | 5 − 0   |
| 40 | Seoel           | 8 juni 1983       | Vriendschappelijk               | Thailand − Indonesië | 3 − 0   |
| 41 | Jakarta         | 6 augustus 1984   | Azië Cup 1984 kwalificatie      | Indonesië − Thailand | 2 − 1   |
| 42 | Kuala Lumpur    | 22 augustus 1984  | Vriendschappelijk               | Thailand − Indonesië | 1 − 5   |
| 43 | Jakarta         | 15 maart 1985     | WK 1986 kwalificatie            | Indonesië − Thailand | 1 − 0   |
| 44 | Bangkok         | 29 maart 1985     | WK 1986 kwalificatie            | Thailand − Indonesië | 0 − 1   |
| 45 | Bangkok         | 15 december 1985  | Zuidoost-Aziatische Spelen 1985 | Indonesië − Thailand | 0 − 7   |
| 46 | Jakarta         | 14 september 1987 | Zuidoost-Aziatische Spelen 1987 | Indonesië − Thailand | 0 − 0   |
| 47 | Shah Alam       | 12 december 1988  | Vriendschappelijk               | Thailand − Indonesië | 0 − 0   |
| 48 | Kuala Lumpur    | 30 augustus 1989  | Zuidoost-Aziatische Spelen 1989 | Indonesië − Thailand | 1 − 1   |
| 49 | Bangkok         | 5 februari 1990   | Vriendschappelijk               | Thailand − Indonesië | 1 − 1   |
| 50 | Manilla         | 4 december 1991   | Zuidoost-Aziatische Spelen 1991 | Thailand − Indonesië | 0 − 0   |
| 51 | Singapore       | 17 juni 1993      | Zuidoost-Aziatische Spelen 1993 | Thailand − Indonesië | 1 − 0   |
| 52 | Chiang Mai      | 4 december 1995   | Zuidoost-Aziatische Spelen 1995 | Thailand − Indonesië | 2 − 1   |
| 53 | Jakarta         | 18 oktober 1997   | Zuidoost-Aziatische Spelen 1997 | Thailand − Indonesië | 1 − 1   |
| 54 | Ho Chi Minhstad | 31 augustus 1998  | Zuidoost-Azië Cup 1998          | Thailand − Indonesië | 3 − 2   |
| 55 | Ho Chi Minhstad | 5 september 1998  | Zuidoost-Azië Cup 1998          | Indonesië − Thailand | 3 − 3   |
| 56 | Chiang Mai      | 10 november 2000  | Zuidoost-Azië Cup 2000          | Thailand − Indonesië | 4 − 1   |
| 57 | Bangkok         | 18 november 2000  | Zuidoost-Azië Cup 2000          | Indonesië − Thailand | 1 − 4   |
| 58 | Kuala Lumpur    | 13 september 2001 | Zuidoost-Aziatische Spelen 2001 | Thailand − Indonesië | 1 − 1   |
| 59 | Jakarta         | 29 december 2002  | Zuidoost-Azië Cup 2002          | Thailand − Indonesië | 2 − 2   |
| 60 | Shah Alam       | 27 augustus 2006  | Vriendschappelijk               | Indonesië − Thailand | 1 − 0   |
| 61 | Jakarta         | 16 december 2008  | Zuidoost-Azië Cup 2008          | Indonesië − Thailand | 0 − 1   |
| 62 | Bangkok         | 20 december 2008  | Zuidoost-Azië Cup 2008          | Thailand − Indonesië | 2 − 1   |
| 63 | Jakarta         | 7 december 2010   | Zuidoost-Azië Cup 2010          | Indonesië − Thailand | 2 − 1   |
| 64 | Bocaue          | 19 november 2016  | Zuidoost-Azië Cup 2016          | Thailand − Indonesië | 4 − 2   |
| 65 | Bogor           | 14 december 2016  | Zuidoost-Azië Cup 2016          | Indonesië − Thailand | 2 − 1   |
| 66 | Bangkok         | 17 december 2016  | Zuidoost-Azië Cup 2016          | Thailand − Indonesië | 2 − 0   |
| 67 | Bangkok         | 17 november 2018  | Zuidoost-Azië Cup 2018          | Thailand − Indonesië | 4 − 2   |
| 68 | Jakarta         | 10 september 2019 | WK 2022 kwalificatie            | Indonesië − Thailand | 0 − 3   |
| 69 | Dubai           | 3 juni 2021       | WK 2022 kwalificatie            | Thailand − Indonesië | 2 − 2   |
| 70 | Singapore       | 29 december 2021  | Zuidoost-Azië Cup 2020          | Indonesië − Thailand | 0 − 4   |
| 71 | Singapore       | 1 januari 2022    | Zuidoost-Azië Cup 2020          | Thailand − Indonesië | 2 − 2   |
| 72 | Jakarta         | 29 december 2022  | Zuidoost-Azië Cup 2022          | Indonesië − Thailand | 1 − 1   |

## Samenvatting
| Competitie                 | Totaal gespeeld | Winst Indonesië | Gelijk | Winst Thailand | Doelsaldo Indonesië – Thailand |
| -------------------------- | --------------- | --------------- | ------ | -------------- | ------------------------------ |
| WK-kwalificatie            | 5               | 2               | 1      | 2              | 6 − 8                          |
| Azië Cup-kwalificatie      | 4               | 2               | 0      | 2              | 5 − 7                          |
| Zuidoost-Azië Cup          | 15              | 2               | 4      | 9              | 21 − 38                        |
| Zuidoost-Aziatische Spelen | 14              | 0               | 8      | 6              | 8 − 26                         |
| Vriendschappelijk          | 34              | 12              | 7      | 15             | 46 − 50                        |
| Totaal                     | 72              | 18              | 20     | 34             | 86 − 129                       |

PSSI · 
Indonesisch vrouwenelftal
WK 1938
OS 1956
Afghanistan ·
Andorra ·
Argentinië ·
Australië ·
Bahrein ·
Bangladesh ·
Bhutan ·
Bosnië en Herzegovina ·
Brunei ·
Bulgarije ·
Burundi ·
Cambodja ·
Canada ·
China ·
Cuba ·
Curaçao ·
DDR ·
Denemarken ·
Dominicaanse Republiek ·
Egypte ·
Estland ·
Fiji ·
Filipijnen ·
Ghana ·
Guinee ·
Guyana ·
Hongarije ·
Hongkong ·
India ·
Irak ·
Iran ·
Jamaica ·
Japan ·
Jemen ·
Joegoslavië ·
Jordanië ·
Kameroen ·
Kenia ·
Kirgizië ·
Koeweit ·
Kroatië ·
Laos ·
Liberia ·
Libië ·
Liechtenstein ·
Litouwen ·
Malediven ·
Maleisië ·
Malta ·
Marokko ·
Mauritius ·
Moldavië ·
Myanmar ·
Nederland ·
Nepal ·
Nieuw-Zeeland ·
Nigeria ·
Noord-Korea ·
Oezbekistan ·
Oman ·
Oost-Timor ·
Pakistan ·
Palestina ·
Papoea-Nieuw-Guinea ·
Paraguay ·
Puerto Rico ·
Qatar ·
Saoedi-Arabië ·
Senegal ·
Singapore ·
Sri Lanka ·
Syrië ·
Taiwan ·
Tanzania ·
Thailand ·
Turkmenistan ·
Uruguay ·
Vanuatu ·
Verenigde Arabische Emiraten ·
Vietnam ·
Zimbabwe ·
Zuid-Jemen ·
Zuid-Korea ·
Zuid-Vietnam
FAT · A-internationals · Bondscoaches · Statistieken · Thais vrouwenelftal · Thailand U21 · Thailand U20 · Thailand U19 · Thailand U18 · Thailand U17
1950 – 1959 · 
1960 – 1969 · 
1970 – 1979 · 
1980 – 1989 · 
1990 – 1999 · 
2000 – 2009 · 
2010 – 2019 ·
2020 − 2029
Asian Cup 1972 ·
Asian Cup 1992 · 
Asian Cup 1996 · 
Asian Cup 2000 · 
Asian Cup 2004 · 
Asian Cup 2007
OS 1956 · 
OS 1968
1956 · 
1957 · 
1958 · 
1959 · 
1960 · 
1961 · 
1962 · 
1963 · 
1964 · 
1965 · 
1966 · 
1967 · 
1968 · 
1969 · 
1970 · 
1971 · 
1972 · 
1973 · 
1974 · 
1975 · 
1976 · 
1977 · 
1978 · 
1979 · 
1980 · 
1981 · 
1982 · 
1983 · 
1984 · 
1985 · 
1986 · 
1987 · 
1988 · 
1989 · 
1990 · 
1991 · 
1992 · 
1993 · 
1994 · 
1995 · 
1996 · 
1997 · 
1998 · 
1999 · 
2000 · 
2001 · 
2002 · 
2003 · 
2004 · 
2005 · 
2006 · 
2007 · 
2008 · 
2009 · 
2010 · 
2011 · 
2012 · 
2013 ·
2014 ·
2015 ·
2016 ·
2017 ·
2018 ·
2019 ·
2020 ·
2021 ·
2022 ·
2023
Afghanistan ·
Australië ·
Bahrein ·
Bangladesh ·
Bhutan ·
Brazilië ·
Brunei ·
Bulgarije ·
Cambodja ·
China ·
Congo-Brazzaville ·
Denemarken ·
Duitsland ·
Egypte ·
Estland ·
Faeröer ·
Filipijnen ·
Finland ·
Gabon ·
Georgië ·
Ghana ·
Hongkong ·
India ·
Indonesië ·
Irak ·
Iran ·
Israël ·
Japan ·
Jemen ·
Jordanië ·
Kameroen · 
Kazachstan ·
Kenia ·
Kirgizië ·
Koeweit ·
Laos ·
Letland ·
Libanon ·
Liberia ·
Libië ·
Liechtenstein ·
Luxemburg ·
Macau ·
Malediven ·
Maleisië ·
Malta ·
Marokko ·
Myanmar ·
Nederland ·
Nepal ·
Nieuw-Zeeland ·
Nigeria ·
Noord-Ierland ·
Noord-Korea ·
Noorwegen ·
Oezbekistan ·
Oman ·
Oost-Timor ·
Pakistan ·
Palestina ·
Papoea-Nieuw-Guinea ·
Polen ·
Qatar ·
Saoedi-Arabië ·
Singapore ·
Slowakije ·
Sri Lanka ·
Suriname ·
Syrië ·
Taiwan ·
Tadzjikistan ·
Trinidad en Tobago ·
Turkmenistan ·
Uruguay ·
Verenigde Arabische Emiraten ·
Verenigde Staten ·
Vietnam ·
Zuid-Afrika ·
Zuid-Korea ·
Zuid-Vietnam ·
Zweden